# دایسوکه ساتو (بازیکن فوتبال)
دایسوکه ساتو (ژاپنی: 佐藤大介؛ زادهٔ ۲۰ سپتامبر ۱۹۹۴) بازیکن فوتبال اهل فیلیپین است.
از باشگاه‌هایی که در آن بازی کرده‌است می‌توان به باشگاه فوتبال موانگتونگ یونایتد و باشگاه فوتبال گلوبال سبو اشاره کرد.
وی همچنین در تیم‌های ملی فوتبال Philippines national under-21 football team و فیلیپین بازی کرده‌است.